# どちらかが彼女を殺した
『どちらかが彼女を殺した』（どちらかがかのじょをころした）は、東野圭吾による推理小説。加賀恭一郎シリーズの第3作。1996年6月6日に講談社ノベルスが刊行され、1999年5月15日に講談社文庫版が刊行された。

## あらすじ
OLである和泉園子は、ある日路上で絵を売っていた佃潤一と恋に落ちる。しかし親友である弓場佳世子に潤一を紹介して数ヶ月が経ったある晩、潤一から別れを切り出される。潤一が佳世子に心変わりしたのが原因と知り、園子は深く絶望する。それから数日後、園子の兄康正は遺体となった妹を発見する。巧妙に自殺を偽装されていたものの肉親としての直感から他殺であると看破した康正は、自らの手で犯人に裁きを下すことを決意する。やがて潤一と佳世子に辿り着いた康正は確信する。潤一と佳世子、どちらかが彼女を殺した。

## 登場人物
加賀恭一郎ついては加賀恭一郎シリーズ#登場人物を参照
和泉 園子（いずみ そのこ）
被害者。
電子部品メーカーの東京支社に勤めるOLだった。長身で、背中に星型の痣がある。和食とワインを好んでいた。
第一章は彼女の視点で書かれている。
死因は電源コードによるショック死。康正が証拠を持ち去り偽証したため警察からは自殺と判断されたが、加賀恭一郎刑事からは他殺を疑われる。
和泉 康正（いずみ やすまさ）
園子の兄。豊橋警察署の交通課に所属する警察官。
第二章から第六章までは彼の視点で書かれている。
現場の状況から園子の死は他殺であると判断。妹を殺した犯人を断罪すべく、証拠物件を持ち去り独自に調査を始める。
弓場 佳世子（ゆば かよこ）
園子の高校時代からの友人。保険会社に勤めている。
小柄だが整った容貌と美しいプロポーションを持つ美人。愛車は緑色のミニクーパー。
佃 潤一（つくだ じゅんいち）
園子の元恋人。現在は佳世子と付き合っている。
園子と出会ったころに画家の夢をあきらめ、父親が社長を務める大手出版社で働いている。

## 解説
犯人が最後まで明かされないため、講談社ノベルスからの初版が出た直後、編集部に犯人が誰かについての問い合わせが殺到した。これを受けて文庫化の際、袋綴じの解説がついた。ただし、ここでも犯人の名前は直接書かれていない。
文庫化の際、本文中のある重要な記述を削ったため、読者にとってはさらに難度が上がったものとなっている。

## 書籍情報
- 単行本：1996年6月3日発売[1]、講談社ノベルス、ISBN 978-4-06-181687-9
- 文庫本：1999年05月14日発売[2]、講談社文庫、ISBN 978-4-06-264575-1
- 文庫新装版：2023年06月15日発売[3]、講談社文庫、ISBN 978-4-06-532139-3